# Pilotrichum fontinaloides
Pilotrichum fontinaloides là một loài rêu trong họ Pilotrichaceae. Loài này được (Hook.) Müll. Hal. mô tả khoa học đầu tiên năm 1850.